# 加爾達山脈

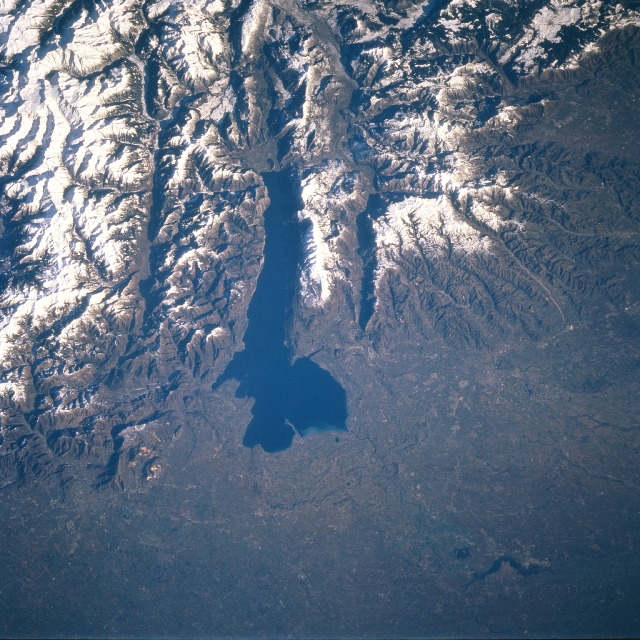

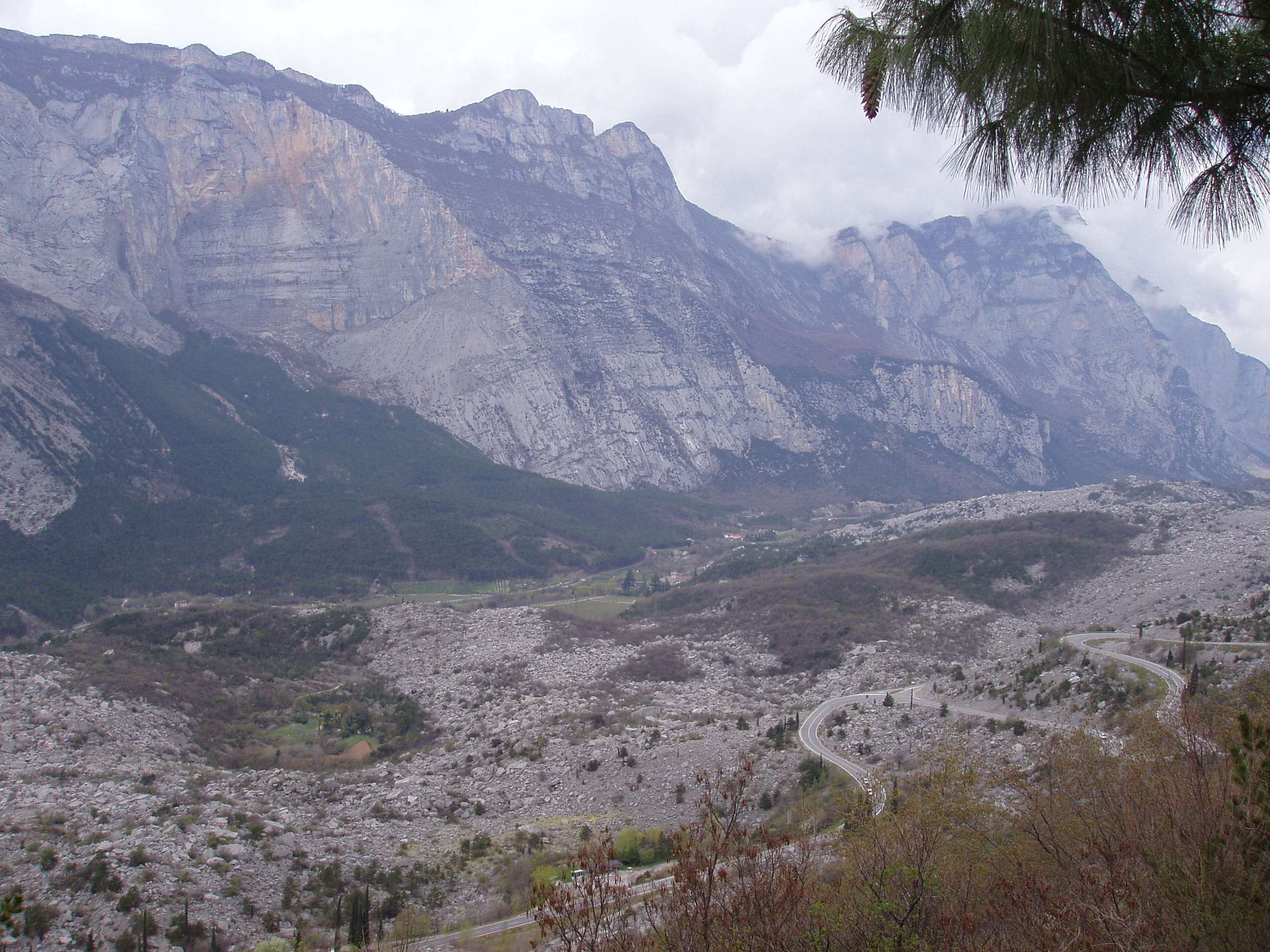

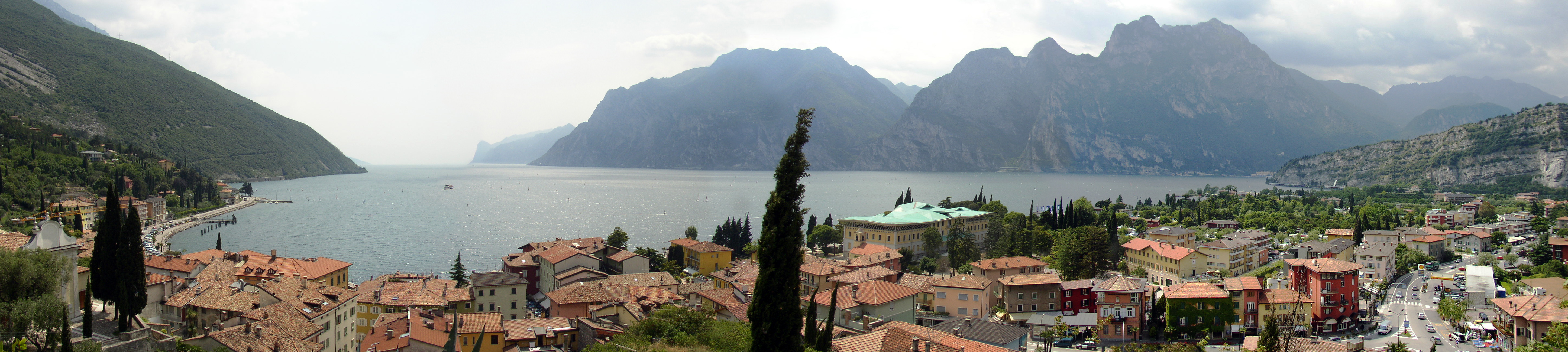

加爾達山脈（義大利語：Prealpi Gardesane）是意大利的山脈，位於該國北部，是南石灰岩山脉的一部分，橫跨特倫蒂諾-上阿迪傑、倫巴底和威尼托，最高點海拔高度2,254米，山體由沉積岩組成。